# الکساندر سلی
الکساندر سلی (انگلیسی: Alexander Szelig؛ زادهٔ ۶ فوریهٔ ۱۹۶۶) ورزشکار بابسلد اهل آلمان بود.